# Estudis indoeuropeus
Els estudis indoeuropeus tracten les llengües indoeuropees existents i desaparegudes i les cultures que s'hi relacionen. Es basen en les troballes de la lingüística comparativa per reconstruir com era l'idioma original. El primer teòric dels estudis indoeuropeus fou William Jones (filòleg), qui establí les connexions entre el llatí, el grec i el sànscrit i va formular la hipòtesi d'un ancestre comú. Altres noms destacats són els de Franz Bopp, August Schleicher, Georges Dumézil o James Patrick Mallory. Els estudis indoeuropeus són una branca de graus superiors a universitats d'arreu del món, usualment en relació amb la filologia clàssica.